# Enchilada
Enchilada (/ˌɛntʃɪˈlɑːdə/, tiếng Tây Ban Nha: [entʃiˈlaða]) là một món ăn của México. Nguyên liệu chính của món này bao gồm thịt, pho mát, khoai tây, rau, các loại đậu và nước sốt, tất cả cuộn lại trong lớp vỏ bánh (tortilla) làm từ bột ngô. Phần nước sốt là một hỗn hợp sệt, có thể bao gồm ớt, cà chua, queso.

## Tên gọi
Học viện Hoàng gia Tây Ban Nha định nghĩa từ enchilada dùng ở Mexico là một loại tortilla ngô nhồi thịt với nước xốt ớt, cà chua phủ lên trên. Trong tiếng Tây Ban Nha, enchilada là dạng quá khứ phân từ của động từ enchilar, có nghĩa là "thêm ớt vào (món ăn)".

## Lịch sử
Món ăn này bắt nguồn từ thời Aztec ở México khi mà người ta dùng bánh bột mì tortilla để cuộn thức ăn. Người dân vùng Thung lũng México, nay là Thành phố México, khi đó dùng tortilla để cuốn ăn với cá. Tới thế kỷ 19 khi ẩm thực México bắt đầu trở nên phổ biến, enchilada đã góp mặt trong các cuốn sách nấu ăn El cocinero mexicano (Đầu bếp Mexico), xuất bản năm 1831 và Diccionario de Cocina của Mariano Galvan Rivera, xuất bản năm 1845.

## Hình ảnh

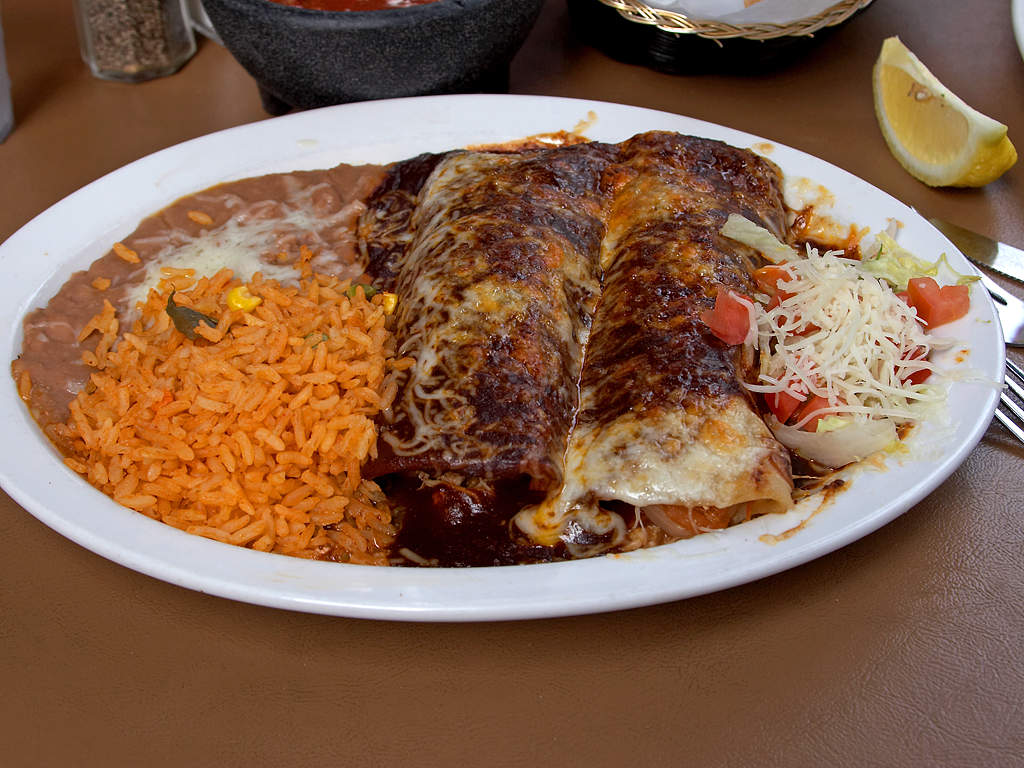
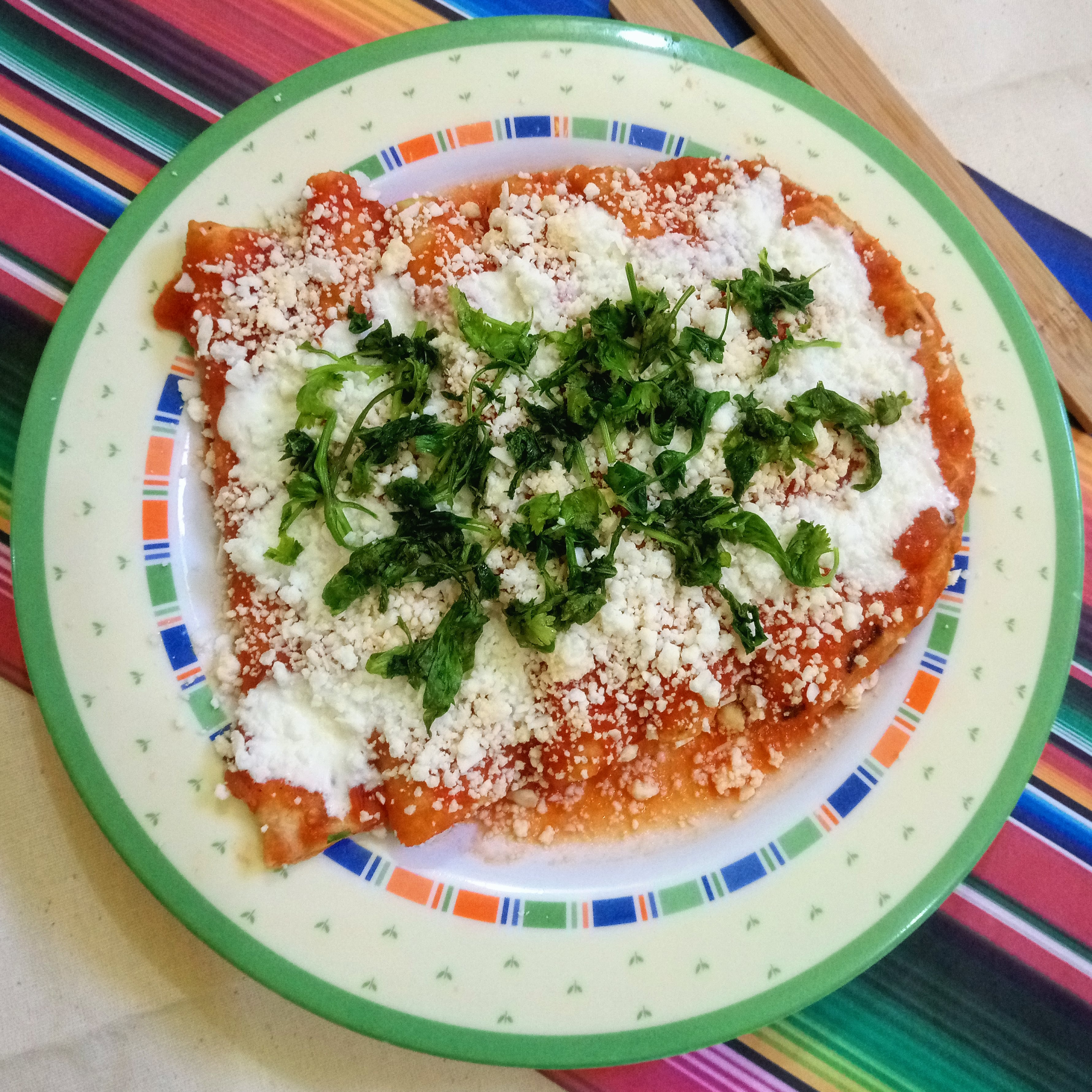
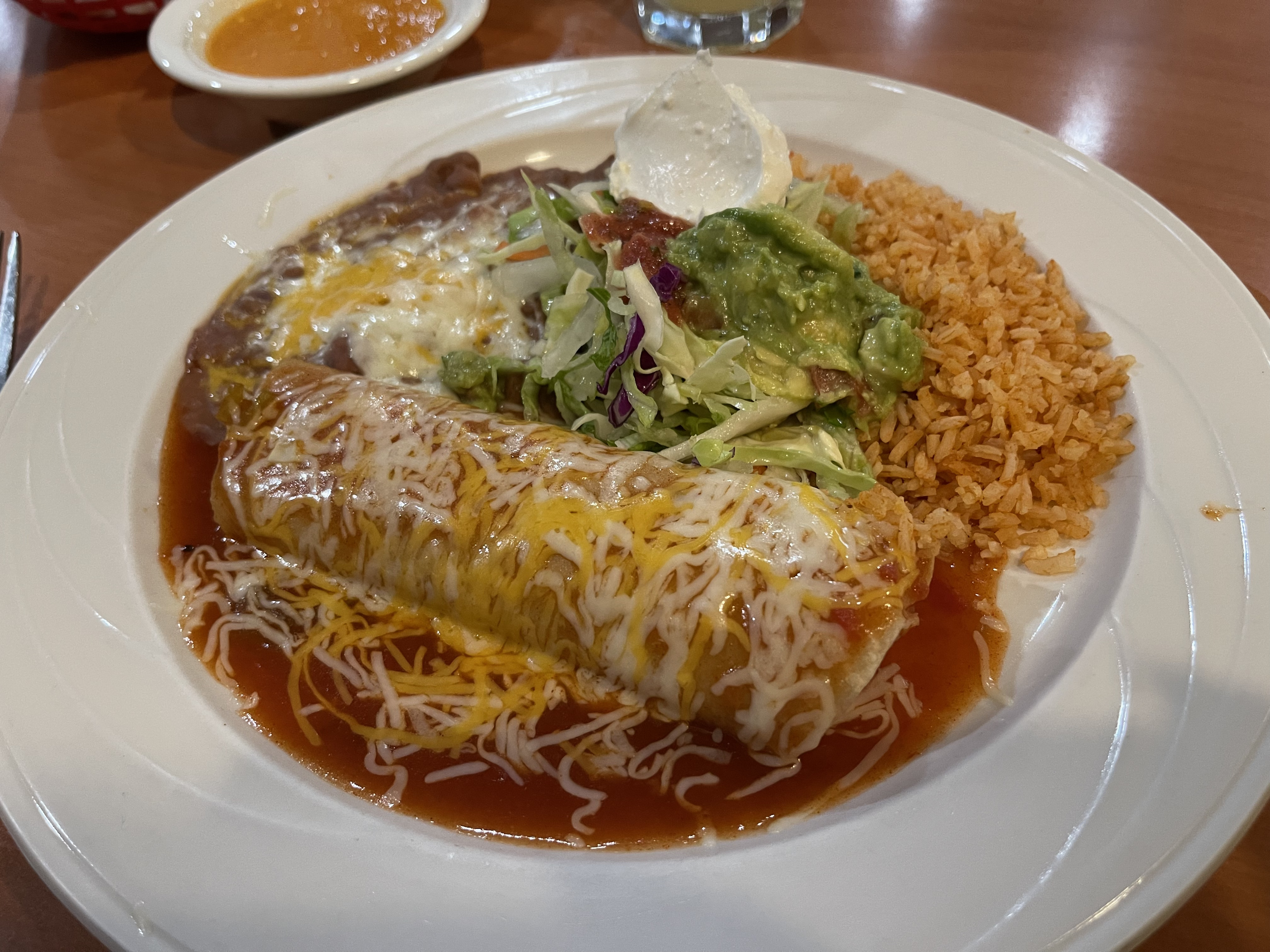
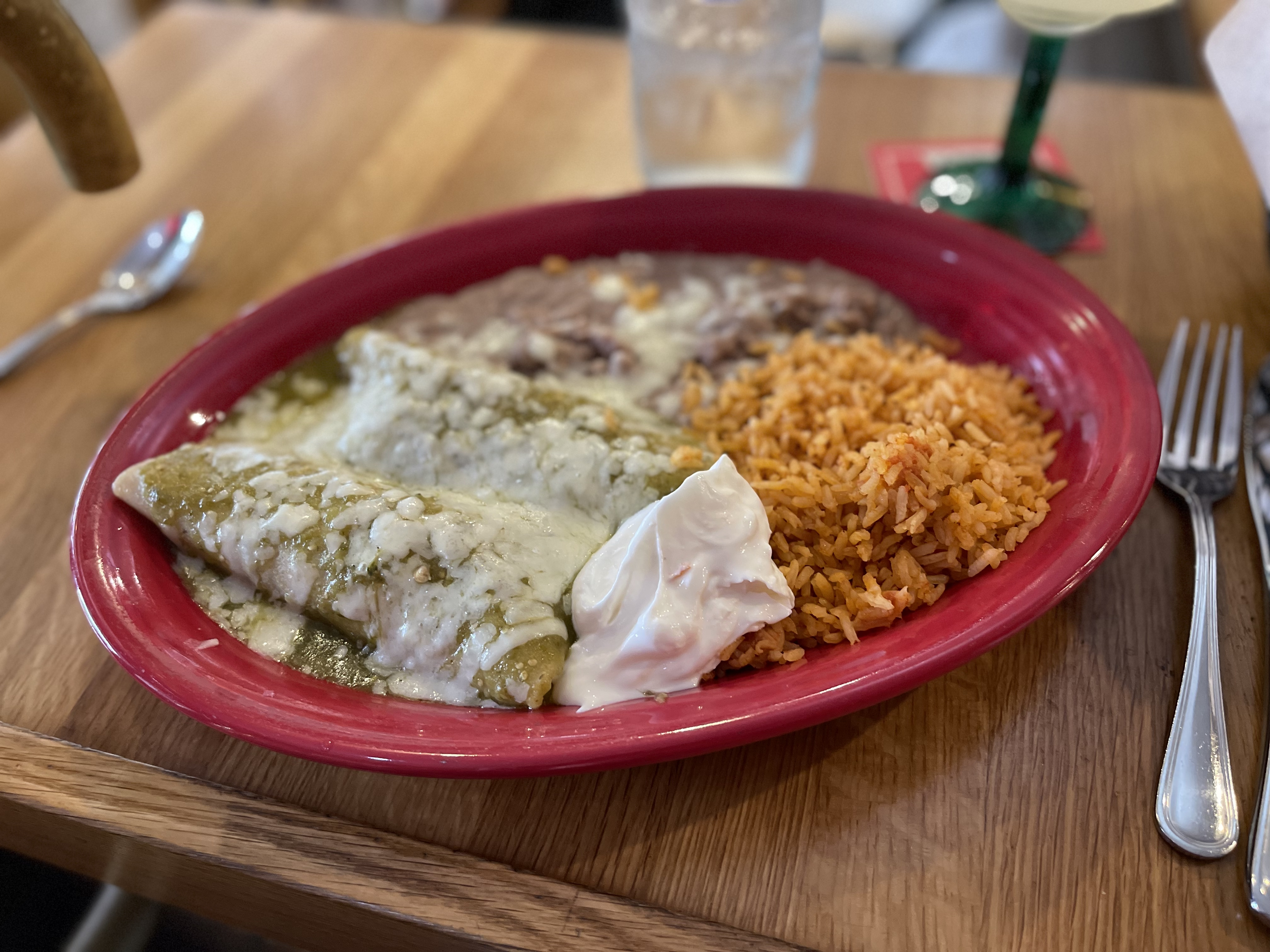
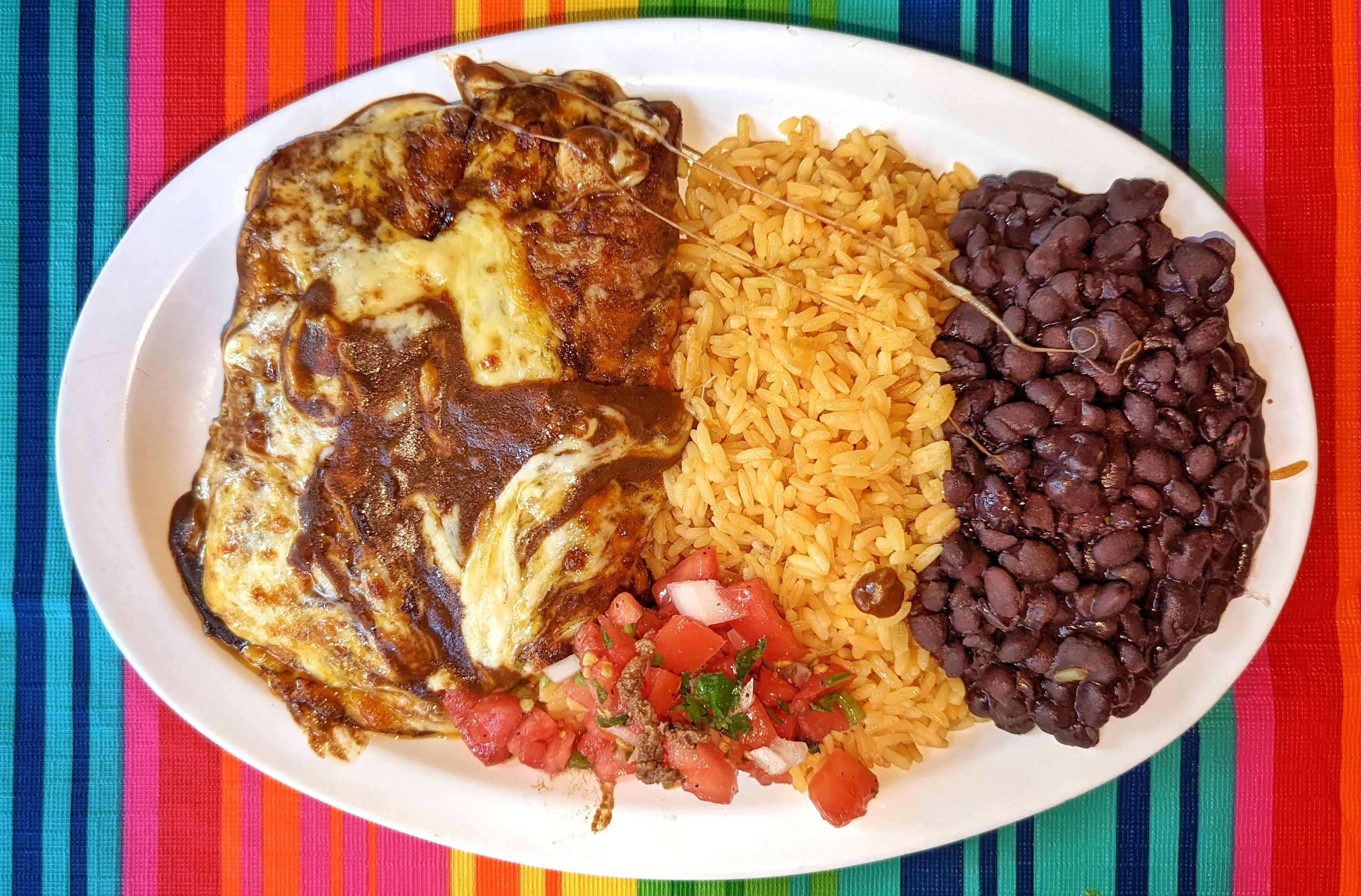